# Eu trebuia să joc Hamlet
Eu trebuia să joc Hamlet este un film românesc din 1988 regizat de Ovidiu Bose Paștina.